# Daglio
Daglio ("Daju" in ligure) è una frazione del comune di Carrega Ligure, in provincia di Alessandria in alta Valle Borbera,
situata alle falde del monte Porreio ad una altezza di 944 m s.l.m.

## Geografia fisica
Daglio si trova all'estremità sudorientale della regione sull'Appennino Ligure, in alta val Borbera.

### Distanze
Daglio si trova a 66 km da Alessandria e a 71 km da Genova.

## Luoghi d'interesse
Arrivando prima del paese si nota la chiesetta dedicata alla Madonna della Guardia fondata nel 1954, dove tutti gli anni viene celebrata una Santa Messa il giorno 29 agosto festa della Madonna della Guardia. La chiesa Parrocchiale è dedicata a San Michele Arcangelo e vi si celebrano due feste: la seconda domenica di agosto (la Madonna delle Grazie) e l'ultimo sabato di settembre (il patrono San Michele). La Parrocchia era già presente nel 1523 nella visita apostolica di Mons. Gerolamo Ragazzoni vescovo di Famagosta nel 1576 al 17 giugno viene visitata la parrocchia di Daglio che contava 100 anime, fu poi unita a quella vicina di Cartasegna e dal 1623 è nuovamente parrocchia.

## Società
Il Paese risulta quasi disabitato durante l'inverno così come la maggior parte dei paesi dell'alta valle Borbera, mentre ha circa 200 abitanti d'estate.